# Xyris complanata
Xyris complanata är en gräsväxtart som beskrevs av Robert Brown. Xyris complanata ingår i släktet Xyris och familjen Xyridaceae. IUCN kategoriserar arten globalt som livskraftig. Inga underarter finns listade i Catalogue of Life.